# 泰格尔湖
52°35′0″N 13°16′0″E / 52.58333°N 13.26667°E

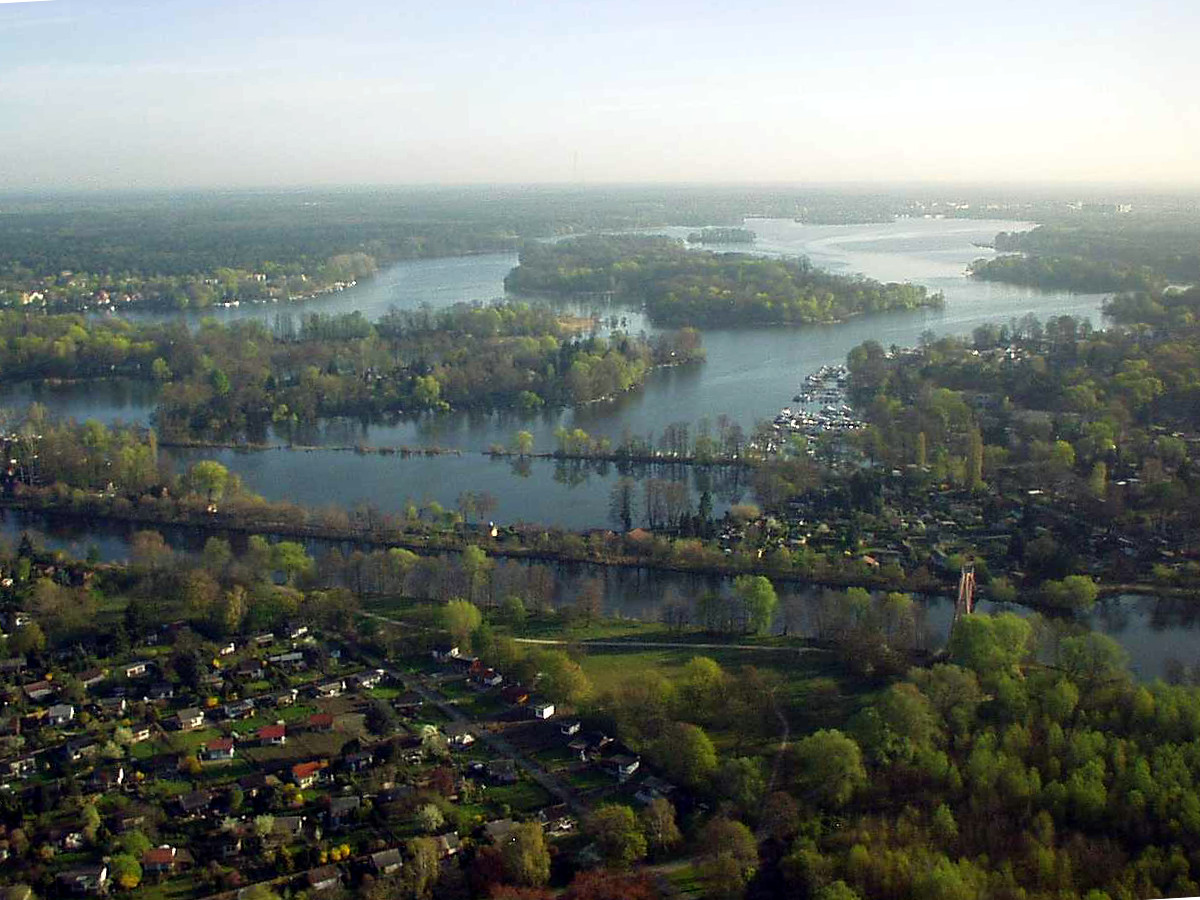

泰格爾湖（德语：Tegeler See）是德國的湖泊，位於首都柏林，長4.2公里、寬1.6公里，面積4.61平方公里，集水區面積151平方公里，海拔高度31.4米，平均水深7.9米，最大水深16米，湖中有7座島嶼。